# بادیگاردی از پکن
محافظ شخصی از پکن (به انگلیسی: The Bodyguard from Beijing) (چینی ساده شده: 中南海 保镖؛ چینی سنتی: 中南海 保鑣 در ایالات متحده به عنوان مدافع منتشر شد) یک فیلم اکشن هنگ کنگی محصول سال ۱۹۹۴ به کارگردانی کری یوئن و تهیه کنندگی و بازیگری جت لی است. این فیلم در هنگ کنگ در ۲۸ ژوئیه ۱۹۹۴ اکران شد.

## بازیگران فیلم
- جت لی … هوئی چینگ هایون
- کریستی چانگ … میشل یونگ
- کالین چو … قاتل وانگ
- کنت چنگ … چارلی لئونگ کام پو
- ویلیام چو … بیلی
- وونگ کام کان … چیو کووک مرد
- کری یوئن
- سام وانگ
- گری مک … قاتل در مرکز خرید
- کووان کامینز … نگهبان رئیس‌جمهور آمریکا

.